# Campagnatico
Campagnatico là một đô thị ở tỉnh Grosseto thuộc vùng Tuscany, nằm ở vị trí cách khoảng 100 km về phía nam của Florence và khoảng 20 km về phía đông bắc của Grosseto. Tại thời điểm ngày 31 tháng 12 năm 2004, đô thị này có dân số 2.488 người và diện tích là 162,6 km².
Campagnatico giáp các đô thị sau: Arcidosso, Cinigiano, Civitella Paganico, Grosseto, Roccalbegna, Roccastrada, Scansano.